# Remo (Apfel)
Remo ist eine Sorte des Kulturapfels (Malus domestica), die am Institut für Obstforschung Dresden-Pillnitz entstand und seit 1990 im Handel ist. Die Sorte ist eine Kreuzung aus einem schorfresistenten Zuchtstamm des Malus floribunda (Japanischer Apfel) und der Sorte James Grieve.

## Beschreibung
Diese Sorte gehört zu einer Reihe mehrfachresistenter Züchtungen aus Dresden-Pillnitz. Sie ist resistent gegen Apfelschorf, Mehltau und Feuerbrand und unempfindlich gegenüber Winter- und Blütenfrost.
Remo bringt regelmäßig sehr hohe Erträge. Er zeigt keine Anzeichen von Alternanz, was die Erziehung dieser Bäume erschwerte. Die Erträge setzen bereits sehr früh ein.
Die Früchte sind säuerlich, das Zucker-Säure-Verhältnis beträgt etwa 8:1, daher ist diese Sorte eher für die Most- oder Saftherstellung geeignet, als für die Verwendung als Tafelapfel. Die meist mittelgroßen, länglichen Früchte sind gelb grundiert und haben eine kräftige rote Deckfarbe. Die Früchte neigen häufig zu einer leichten Berostung.
Pflückreif sind die Früchte Anfang bis Mitte September.
Geeignete Befruchter sind Reglindis, Retina, Rewena, Reanda, Rene, Idared, Golden Delicious, Piros, Pinova und Pilot.